# سینا تمدن
سینا تمدن قائم مقام مدیر عامل بخش برنامه‌های کاربردی شرکت اپل بود. استیو جابز او را در سال ۱۹۹۷ به شرکت اپل آورد.
او متولد سال ۱۳۳۵ در تبریز و تحصیل کرده در دانشگاه پردیو آمریکا می‌باشد.
او در سال ۱۹۹۷ به شرکت اپل پیوست و از سال ۱۹۹۴ تا ۱۹۹۶ او معاون مدیرعامل در شرکت دیگر استیوجابز یعنی نکست (به انگلیسی: NeXT) بود.